# Makatka siedmiozębna
Makatka siedmiozębna (Anthidium septemspinosum) – gatunek samotnej pszczoły z rodziny miesierkowatych (Megachilidae). Występuje w południowej i środkowej Europie, na Syberii, w Mongolii, wschodniej Rosji i Kazachstanie. W 2019 po raz pierwszy zaobserwowana w Polsce.

## Opis gatunku
Obie płcie mają ciało ubarwione w kolorach czarnym i żółtym; samce mają głowę z większym udziałem żółtego niż samice. Samiec ma ząbki na tergitach piątym, szóstym i siódmym. Dorosłe osobniki pojawiają się od czerwca lub lipca do sierpnia. Gatunek polilektyczny.